# Otto Rank
Pour les articles homonymes, voir Rank.
Otto Rank, né Otto Rosenfeld le 22 avril 1884 à Vienne et mort le 31 octobre 1939 à New York, est un psychologue et psychanalyste autrichien. Il est connu pour son livre sur Le mythe de la naissance du héros (1909). D'abord membre du premier cercle freudien, secrétaire de la Société psychanalytique de Vienne et membre du « comité secret », l'évolution de ses recherches et notamment son ouvrage Le traumatisme de la naissance (1924) vont amener une rupture avec Freud et le mouvement psychanalytique en 1926. Rank continue ensuite sa carrière à Paris et aux États-Unis. 

## Éléments biographiques
Otto Rank est originaire de Vienne, issu d'une famille de la moyenne bourgeoisie juive. Fils de l’artisan d’art Simon Rosenfeld, il est contraint, dans un premier temps, de travailler lui-même comme artisan et de renoncer aux études supérieures. Il prend le nom de Rank à l'âge de dix-neuf ans, en référence au bon Dr Rank de la pièce d'Ibsen, La Maison de poupée. Il lit à vingt ans L'Interprétation du rêve de Freud et écrit un essai que le psychanalyste Alfred Adler transmet à Freud. Devenu dès lors un psychanalyste du premier cercle et, en 1906, le premier secrétaire de la Société psychanalytique de Vienne,, il est aussi l'auteur des transcriptions des minutes de la société viennoise (conférences et d'échanges), de 1906 à 1918.

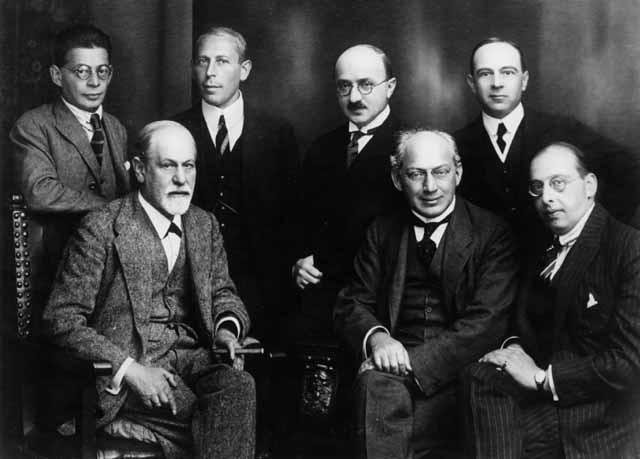
Otto Rank (debout à gauche) fait partie du « comité secret » qui entoure Sigmund Freud à Vienne, 1922.

Soutenu par Freud, il reprend des études à partir de 1908 en littérature allemande et philologie classique à l'université de Vienne, où il est reçu docteur en 1912 pour son travail Die Lohengrinsage. Ses centres d'intérêt sont alors en particulier l’histoire culturelle et la mythologie, dans une perspective comparatiste. L'étude des mythes dans leur relation avec la psychanalyse, à laquelle Freud l'avait encouragé, a abouti en 1909 à l'ouvrage sur Le mythe de la naissance du héros. Avec Hanns Sachs, Otto Rank fonde la revue Imago en 1912. Il s'intéresse particulièrement aux mythes, aux religions, à la philosophie. Il est l'un des sept membres du comité secret et, à ce titre, reçoit l'anneau. En 1918, il épouse Beata Rank-Minzer qui deviendra psychanalyste d'enfants.
Il est d'abord un proche de Sándor Ferenczi avec qui il codirige, à la demande de Freud, l'Internationale Zeitschrift für Psychoanalyse. Les deux hommes publient en 1923 Perspectives de la psychanalyse, consacré notamment à des questions de technique analytique.
En 1924, il publie Le Traumatisme de la naissance, s'intéresse à ce qui se trouve avant le complexe d'Œdipe et propose une vision différente de celle de la psychanalyse d'orientation freudienne.
Sigmund Freud l'analyse brièvement jusqu'à fin décembre 1924 puis le rejette ; Rank se trouve exclu des cercles psychanalytiques freudiens.
En 1926, Rank s'installe à Paris, devenant l'analyste d'Henry Miller et d'Anaïs Nin, avec qui il a une courte liaison. Il voyage en Amérique, où il rencontre un certain succès. Il est invité notamment à la société de Rochester pour la Protection de l'enfance en danger où travaille alors Carl Rogers.
Il est exclu de l'Association psychanalytique internationale le 10 mai 1930.  En octobre 1939, il meurt à New York à l'âge de 55 ans, des suites d'une septicémie.

## Influence et postérité

### Rank avec Freud
Otto Rank a rédigé deux chapitres de L'Interprétation du rêve, qui figurent dans les éditions 4-7, de 1914 à 1922,  du livre de Sigmund Freud : « Traum und Dichtung » [« Rêve et poésie »] et « Traum und Mythus » [« Rêve et mythe »].
D'après Theodor Reik, cité par René Kaës, l'ouvrage d'Otto Rank sur Le mythe de la naissance du héros, « écrit à la demande de Freud », constitue la « “pierre angulaire” de l'étude psychanalytique de la mythologie ».
Dans L'Inquiétante Étrangeté, Freud réfère à son essai sur Le Double (Der Doppelgänger), paru en 1914 dans  Imago, en relation avec le concept de narcissisme primaire . À propos du thème romantique du « Double » traité par l'« écrivain de très vaste culture » qu'est Rank, alors inspiré au départ par un film, L'Étudiant de Prague (1913), Freud écrit en 1919 : « ces représentations ont poussé sur le terrain de l'amour illimité de soi, celui du narcissisme primaire, lequel domine la vie de l'enfant comme du primitif ; avec le dépassement de cette phase, le signe dont est affecté le double se modifie, d'assurance de survie qu'il était, il devient l'inquiétant (unheimlich) avant-coureur de la mort ».

### 1924:Le traumatisme de la naissance
Bien que, dans Le traumatisme de la naissance, Otto Rank s'appuie sur une note ajoutée à une nouvelle édition en 1909 de L'Interprétation du rêve (1900), où Freud voit en la naissance « le premier fait d'angoisse et par conséquent la source et le modèle de toute angoisse », l'ouvrage publié en 1924 va entraîner en 1926, deux ans après sa parution, la rupture de Rank avec Freud et le mouvement psychanalytique. Le « conflit de pensée entre Freud et Rank » reste aujourd'hui encore un sujet difficile à aborder, et sur lequel « la communauté psychanalytique est divisée ».
Selon Didier Houzel, même si l'ouvrage présente des faiblesses, l'interrogation demeure sur les raisons psychanalytiques qui ont conduit au rejet de la théorie de Rank « au profit du primat du conflit œdipien comme conflit nodal organisant la pathologie névrotique, et de l'angoisse de castration comme angoisse prototypique à laquelle se ramène toute autre forme d'angoisse ».

## Publications
- L'Art et l'artiste : créativité et développement de la personnalité (1932), traduit en français par Claude Louis-Combet Paris, Payot, 1998,  (ISBN 2-228-89345-5)
- Der Künstler, Vienne, Hugo Helier, 1907 (non traduit en français), 2e et 3e édition comportant 7 articles ( de 1912à 1918), 1925. Traduction anglaise de la 4e édition sous le titre The Artist, (trad. Eva Salomon et E James Lieberman, 1980.
- Psychanalyse et sciences humaines  avec Hanns Sachs, (1913), Paris, PUF, 1980,  (ISBN 2-13-036435-7)
- Le Mythe de la naissance du héros. Essai d'une interprétation psychanalytique du mythe (1909), suivi de La légende de Lohengrin, Paris, Payot, 2000
- Une contribution au narcissisme (1911), Paris, in Topique. Revue freudienne, n° 14, 1974;
- Don Juan et le double [« Don Juan und Der Doppelgänger »] (trad. de l'allemand par S. Lautman), Paris, Payot & Rivages, coll. « Petite bibliothèque Payot » (no 23), 2001 (1re éd. 1932, Denoël et Steele, coll. « Bibliothèque psychanalytique »), 193 p. (ISBN 2-228-89514-8, présentation en ligne, lire en ligne).
  - (de) Otto Rank, « Der Doppelgänger. Eine psychoanalytische Studie », sur Internet Archive, 1925 (consulté le 5 août 2021).
- Volonté et psychothérapie, Paris, Payot, 2002,  (ISBN 2-228-89623-3)
- Le Traumatisme de la naissance. Influence de la vie prénatale sur l'évolution de la vie psychique individuelle et collective (1924), trad. de l'allemand par S. Jankélévitch, postface du Dr Claude Girard, Paris, Payot, coll. « Petite Bibliothèque Payot », 2002,  (ISBN 2-228-89551-2)
- Perspectives de la psychanalyse , 1924 avec Sándor Ferenczi, Paris, Payot, 1994,  (ISBN 2-228-88870-2)
- La Volonté du bonheur, Paris, Stock, 1972